# Éliminatoires de la zone Asie de la Coupe du monde de football 2022

Europe • Afrique • Amérique du Nord, Amérique centrale et Caraïbes • Amérique du Sud • Asie • Océanie

Les éliminatoires de la zone Asie pour la Coupe du monde 2022 sont organisées par la Confédération asiatique de football (AFC) et concernent 46 équipes nationales mais seulement 5 ou 6 seront qualifiées pour la coupe du monde.
Les deux premiers tours servent également de qualifications à la Coupe d'Asie des nations de football 2023.

## Format
Au premier tour, les douze pays les moins bien classés au classement FIFA d'avril 2019 s'affrontent en matchs aller-retour à élimination directe. Les six vainqueurs accèdent au deuxième tour.
Au deuxième tour, les six vainqueurs du premier tour sont rejoints par les 34 autres pays. Bien que le Qatar soit qualifié d'office, il joue aussi, puisqu'il s'agit également d'un tour de qualification de la Coupe d'Asie 2023. Ces 40 pays sont réparties en huit groupes de cinq équipes chacun. Au sein de chaque groupe, les équipes s'affrontent toutes en matchs aller-retour. Les huit premiers et les quatre meilleurs deuxièmes se qualifient pour le troisième tour.
Au troisième tour, les douze équipes restantes sont réparties en deux groupes de six. Au sein de chaque groupe, les équipes s'affrontent toutes en matchs aller-retour, comme au tour précédent. Les deux premiers de chaque groupe sont qualifiés pour la coupe du monde tandis que les troisièmes disputent un quatrième tour.
Au quatrième tour, les deux troisièmes de groupe du troisième tour s'affrontent en matchs aller et retour. Le vainqueur se qualifie pour les barrages intercontinentaux.

## Équipes engagées
46 nations participent aux éliminatoires de la zone AFC. Leur entrée dans la phase qualificative à la Coupe du monde est déterminée par le classement FIFA d'avril 2019 (entre parenthèses dans le tableau suivant).
| Entrent au deuxième tour (Classement AFC de 1 à 34) | Entrent au premier tour (Classement AFC de 35 à 46) |
| --- | --- |
| 1. Iran (21) 2. Japon (26) 3. Corée du Sud (37) 4. Australie (41) 5. Qatar (55) 6. Émirats arabes unis (67) 7. Arabie saoudite (72) 8. Chine (74) 9. Irak (76) 10. Syrie (83) 11. Ouzbékistan (85) 12. Liban (86) 13. Oman (86) 14. Kirghizistan (95) 15. Jordanie (97) 16. Viêt Nam (98) 17. Palestine (99) 18. Inde (101) 19. Bahreïn (111) 20. Thaïlande (114) 21. Tadjikistan (120) 22. Corée du Nord (121) 23. Philippines (124) 24. Taïwan (125) 25. Turkménistan (136) 26. Birmanie (140) 27. Hong Kong (141) 28. Yémen (146) 29. Afghanistan (149) 30. Maldives (151) 31. Koweït (125) 32. Indonésie (159) 33. Singapour (160) 34. Népal (168) | 1. Malaisie (168) 2. Cambodge (173) 3. Macao (183) 4. Laos (184) 5. Bhoutan (186) 6. Mongolie (187) 7. Bangladesh (188) 8. Guam (193) 9. Brunei (194) 10. Timor oriental (195) 11. Pakistan (200) 12. Sri Lanka (202) |

## Calendrier
| Tour           | Journée       | Date                        |
| -------------- | ------------- | --------------------------- |
| Premier tour   | Matchs aller  | 6 et 7 juin 2019            |
| Premier tour   | Matchs retour | 11 juin 2019                |
| Deuxième tour  | Journée 1     | 5 septembre 2019            |
| Deuxième tour  | Journée 2     | 10 septembre 2019           |
| Deuxième tour  | Journée 3     | 10 octobre 2019             |
| Deuxième tour  | Journée 4     | 15 octobre 2019             |
| Deuxième tour  | Journée 5     | 14 novembre 2019            |
| Deuxième tour  | Journée 6     | 19 novembre 2019            |
| Deuxième tour  | Journée 7     | 25 mars 2021 + 3 juin 2021  |
| Deuxième tour  | Journée 8     | 30 mars 2021 + 11 juin 2021 |
| Deuxième tour  | Journée 9     | 7 juin 2021                 |
| Deuxième tour  | Journée 10    | 15 juin 2021                |
| Troisième tour | Journée 1     | 2 septembre 2021            |
| Troisième tour | Journée 2     | 7 septembre 2021            |
| Troisième tour | Journée 3     | 7 octobre 2021              |
| Troisième tour | Journée 4     | 12 octobre 2021             |
| Troisième tour | Journée 5     | 11 novembre 2021            |
| Troisième tour | Journée 6     | 16 novembre 2021            |
| Troisième tour | Journée 7     | 27 janvier 2022             |
| Troisième tour | Journée 8     | 1er février 2022            |
| Troisième tour | Journée 9     | 24 mars 2022                |
| Troisième tour | Journée 10    | 29 mars 2022                |
| Quatrième tour | Match unique  | 7 juin 2022                 |

## Premier tour
Les rencontres du premier tour se déroulent les 6, 7 et 11 juin 2019. Le tirage au sort a été effectué le 17 avril 2019.
| Équipe 1 | Résultat | Équipe 2       | Aller | Retour             |
| -------- | -------- | -------------- | ----- | ------------------ |
| Mongolie | 3 - 2    | Brunei         | 2 - 0 | 1 - 2              |
| Macao    | 1 - 3    | Sri Lanka      | 1 - 0 | 0 - 3 (tapis vert) |
| Laos     | 0 - 1    | Bangladesh     | 0 - 1 | 0 - 0              |
| Malaisie | 2 - 1    | Timor oriental | 1 - 1 | 1 - 0              |
| Cambodge | 4 - 1    | Pakistan       | 2 - 0 | 2 - 1              |
| Bhoutan  | 1 - 5    | Guam           | 1 - 0 | 0 - 5              |

## Deuxième tour
Les rencontres du deuxième tour se déroulent du 5 septembre 2019 au 15 juin 2021. Le tirage au sort du deuxième tour a eu lieu le 17 juillet 2019 à Kuala Lumpur, en Malaisie.

### Groupe A
| Rang | Équipe      | Pts | J | G | N | P | Bp | Bc | Diff |  | Résultats (▼ dom., ► ext.) |     |     |     |     |     |
| ---- | ----------- | --- | - | - | - | - | -- | -- | ---- |  | -------------------------- | --- | --- | --- | --- | --- |
| 1    | Syrie       | 21  | 8 | 7 | 0 | 1 | 22 | 7  | +15  |  | Syrie                      |     | 2-1 | 1-0 | 2-1 | 4-0 |
| 2    | Chine       | 19  | 8 | 6 | 1 | 1 | 30 | 3  | +27  |  | Chine                      | 3-1 |     | 2-0 | 5-0 | 7-0 |
| 3    | Philippines | 11  | 8 | 3 | 2 | 3 | 12 | 11 | +1   |  | Philippines                | 2-5 | 0-0 |     | 1-1 | 3-0 |
| 4    | Maldives    | 7   | 8 | 2 | 1 | 5 | 7  | 20 | -13  |  | Maldives                   | 0-4 | 0-5 | 1-2 |     | 3-1 |
| 5    | Guam        | 0   | 8 | 0 | 0 | 8 | 2  | 32 | -30  |  | Guam                       | 0-3 | 0-7 | 1-4 | 0-1 |     |

### Groupe B
| Rang | Équipe         | Pts | J | G | N | P | Bp | Bc | Diff |  | Résultats (▼ dom., ► ext.) |     |     |     | Drapeau du Népal |     |
| ---- | -------------- | --- | - | - | - | - | -- | -- | ---- |  | -------------------------- | --- | --- | --- | ---------------- | --- |
| 1    | Australie      | 24  | 8 | 8 | 0 | 0 | 28 | 2  | +26  |  | Australie                  |     | 3-0 | 1-0 | 5-0              | 5-1 |
| 2    | Koweït         | 14  | 8 | 4 | 2 | 2 | 19 | 7  | +12  |  | Koweït                     | 0-3 |     | 0-0 | 7-0              | 9-0 |
| 3    | Jordanie       | 14  | 8 | 4 | 2 | 2 | 13 | 3  | +10  |  | Jordanie                   | 0-1 | 0-0 |     | 3-0              | 5-0 |
| 4    | Népal          | 6   | 8 | 2 | 0 | 6 | 4  | 22 | -18  |  | Népal                      | 0-3 | 0-1 | 0-3 |                  | 2-0 |
| 5    | Taipei chinois | 0   | 8 | 0 | 0 | 8 | 4  | 34 | -30  |  | Taipei chinois             | 1-7 | 1-2 | 1-2 | 0-2              |     |

### Groupe C
| Rang | Équipe    | Pts | J | G | N | P | Bp | Bc | Diff |  | Résultats (▼ dom., ► ext.) |      |     |     |     |      |
| ---- | --------- | --- | - | - | - | - | -- | -- | ---- |  | -------------------------- | ---- | --- | --- | --- | ---- |
| 1    | Iran      | 18  | 8 | 6 | 0 | 2 | 34 | 4  | +30  |  | Iran                       |      | 1-0 | 3-0 | 3-1 | 14-0 |
| 2    | Irak      | 17  | 8 | 5 | 2 | 1 | 14 | 4  | +10  |  | Irak                       | 2-1  |     | 0-0 | 2-0 | 4-1  |
| 3    | Bahreïn   | 15  | 8 | 4 | 3 | 1 | 15 | 4  | +11  |  | Bahreïn                    | 1-0  | 1-1 |     | 4-0 | 8-0  |
| 4    | Hong Kong | 5   | 8 | 1 | 2 | 5 | 4  | 13 | -9   |  | Hong Kong                  | 0-2  | 0-1 | 0-0 |     | 2-0  |
| 5    | Cambodge  | 1   | 8 | 0 | 1 | 7 | 2  | 44 | -42  |  | Cambodge                   | 0-10 | 0-4 | 0-1 | 1-1 |      |

### Groupe D
| Rang | Équipe          | Pts | J | G | N | P | Bp | Bc | Diff |  | Résultats (▼ dom., ► ext.) |     |     |     |     |     |
| ---- | --------------- | --- | - | - | - | - | -- | -- | ---- |  | -------------------------- | --- | --- | --- | --- | --- |
| 1    | Arabie saoudite | 20  | 8 | 6 | 2 | 0 | 22 | 4  | +18  |  | Arabie saoudite            |     | 3-0 | 5-0 | 3-0 | 3-0 |
| 2    | Ouzbékistan     | 15  | 8 | 5 | 0 | 3 | 18 | 9  | +9   |  | Ouzbékistan                | 2-3 |     | 2-0 | 5-0 | 5-0 |
| 3    | Palestine       | 10  | 8 | 3 | 1 | 4 | 10 | 10 | 0    |  | Palestine                  | 0-0 | 2-0 |     | 4-0 | 3-0 |
| 4    | Singapour       | 7   | 8 | 2 | 1 | 5 | 7  | 22 | -15  |  | Singapour                  | 0-3 | 1-3 | 2-1 |     | 2-2 |
| 5    | Yémen           | 5   | 8 | 1 | 2 | 5 | 6  | 18 | -12  |  | Yémen                      | 2-2 | 0-1 | 1-0 | 1-2 |     |

### Groupe E
| Rang | Équipe      | Pts | J | G | N | P | Bp | Bc | Diff |  | Résultats (▼ dom., ► ext.) |     |     |     |     |     |
| ---- | ----------- | --- | - | - | - | - | -- | -- | ---- |  | -------------------------- | --- | --- | --- | --- | --- |
| 1    | Qatar       | 22  | 8 | 7 | 1 | 0 | 18 | 1  | +17  |  | Qatar                      |     | 2-1 | 0-0 | 6-0 | 5-0 |
| 2    | Oman        | 18  | 8 | 6 | 0 | 2 | 16 | 6  | +10  |  | Oman                       | 0-1 |     | 1-0 | 3-0 | 4-1 |
| 3    | Inde        | 7   | 8 | 1 | 4 | 3 | 6  | 7  | -1   |  | Inde                       | 0-1 | 1-2 |     | 1-1 | 1-1 |
| 4    | Afghanistan | 6   | 8 | 1 | 3 | 4 | 5  | 15 | -10  |  | Afghanistan                | 0-1 | 1-2 | 1-1 |     | 1-0 |
| 5    | Bangladesh  | 2   | 8 | 0 | 2 | 6 | 3  | 19 | -16  |  | Bangladesh                 | 0-2 | 0-3 | 0-2 | 1-1 |     |

### Groupe F
| Rang | Équipe       | Pts | J | G | N | P | Bp | Bc | Diff |  | Résultats (▼ dom., ► ext.) |      |     |     |     |      |
| ---- | ------------ | --- | - | - | - | - | -- | -- | ---- |  | -------------------------- | ---- | --- | --- | --- | ---- |
| 1    | Japon        | 24  | 8 | 8 | 0 | 0 | 46 | 2  | +44  |  | Japon                      |      | 4-1 | 5-1 | 6-0 | 10-0 |
| 2    | Tadjikistan  | 13  | 8 | 4 | 1 | 3 | 14 | 12 | +2   |  | Tadjikistan                | 0-3  |     | 1-0 | 3-0 | 4-0  |
| 3    | Kirghizistan | 10  | 8 | 3 | 1 | 4 | 19 | 12 | +7   |  | Kirghizistan               | 0-2  | 1-1 |     | 0-1 | 7-0  |
| 4    | Mongolie     | 6   | 8 | 2 | 0 | 6 | 3  | 27 | -24  |  | Mongolie                   | 0-14 | 0-1 | 1-2 |     | 1-0  |
| 5    | Birmanie     | 6   | 8 | 2 | 0 | 6 | 6  | 35 | -29  |  | Birmanie                   | 0-2  | 4-3 | 1-8 | 1-0 |      |

### Groupe G
| Rang | Équipe              | Pts | J | G | N | P | Bp | Bc | Diff |  | Résultats (▼ dom., ► ext.) |     |     |     |     |     |
| ---- | ------------------- | --- | - | - | - | - | -- | -- | ---- |  | -------------------------- | --- | --- | --- | --- | --- |
| 1    | Émirats arabes unis | 18  | 8 | 6 | 0 | 2 | 23 | 7  | +16  |  | Émirats arabes unis        |     | 3-2 | 4-0 | 3-1 | 5-0 |
| 2    | Viêt Nam            | 17  | 8 | 5 | 2 | 1 | 13 | 5  | +8   |  | Viêt Nam                   | 1-0 |     | 1-0 | 0-0 | 4-0 |
| 3    | Malaisie            | 12  | 8 | 4 | 0 | 4 | 10 | 12 | -2   |  | Malaisie                   | 1-2 | 1-2 |     | 2-1 | 2-0 |
| 4    | Thaïlande           | 9   | 8 | 2 | 3 | 3 | 9  | 9  | 0    |  | Thaïlande                  | 2-1 | 0-0 | 0-1 |     | 2-2 |
| 5    | Indonésie           | 1   | 8 | 0 | 1 | 7 | 5  | 27 | -22  |  | Indonésie                  | 0-5 | 1-3 | 2-3 | 0-3 |     |

### Groupe H
| Rang | Équipe        | Pts     | J       | G       | N       | P       | Bp      | Bc      | Diff    |  | Résultats (▼ dom., ► ext.) |     |     |     |     |
| ---- | ------------- | ------- | ------- | ------- | ------- | ------- | ------- | ------- | ------- |  | -------------------------- | --- | --- | --- | --- |
| 1    | Corée du Sud  | 16      | 6       | 5       | 1       | 0       | 22      | 1       | +21     |  | Corée du Sud               |     | 2-1 | 5-0 | 8-0 |
| 2    | Liban         | 10      | 6       | 3       | 1       | 2       | 11      | 8       | +3      |  | Liban                      | 0-0 |     | 2-1 | 3-2 |
| 3    | Turkménistan  | 9       | 6       | 3       | 0       | 3       | 8       | 11      | -3      |  | Turkménistan               | 0-2 | 3-2 |     | 2-0 |
| 4    | Sri Lanka     | 0       | 6       | 0       | 0       | 6       | 2       | 23      | -21     |  | Sri Lanka                  | 0-5 | 0-3 | 0-2 |     |
| 0    | Corée du Nord | Forfait | Forfait | Forfait | Forfait | Forfait | Forfait | Forfait | Forfait |  |                            |     |     |     |     |

Le 16 mai 2021, l'AFC annonce le retrait de la Corée du Nord des éliminatoires ; les craintes liées à la pandémie de Covid-19 serait à l'origine de ce forfait, à l'instar du forfait du pays pour les Jeux olympiques de 2020.
Tous leurs résultats sont déclarés nuls et non avenus

### Classement des deuxièmes
Le groupe H ne contient que quatre équipes contre cinq équipes dans tous les autres groupes après le forfait de la Corée du Nord de la compétition. Par conséquent, les résultats contre l'équipe classée cinquième n'ont pas été pris en compte pour établir le classement comparatif des 2es de groupe.
| Rang | Équipe                 | Pts | J | G | N | P | Bp | Bc | Diff |
| ---- | ---------------------- | --- | - | - | - | - | -- | -- | ---- |
| 1    | Chine (Groupe A)       | 13  | 6 | 4 | 1 | 1 | 16 | 3  | +13  |
| 2    | Oman (Groupe E)        | 12  | 6 | 4 | 0 | 2 | 9  | 5  | +4   |
| 3    | Irak (Groupe C)        | 11  | 6 | 3 | 2 | 1 | 6  | 3  | +3   |
| 4    | Viêt Nam (Groupe G)    | 11  | 6 | 3 | 2 | 1 | 6  | 4  | +2   |
| 5*   | Liban (Groupe H)       | 10  | 6 | 3 | 1 | 2 | 11 | 8  | +3   |
| 6    | Tadjikistan (Groupe F) | 10  | 6 | 3 | 1 | 2 | 7  | 8  | -1   |
| 7    | Ouzbékistan (Groupe D) | 9   | 6 | 3 | 0 | 3 | 12 | 9  | +3   |
| 8    | Koweït (Groupe B)      | 8   | 6 | 2 | 2 | 2 | 8  | 6  | +2   |

(*) Le troisième tour de qualification réunit 12 équipes : les vainqueurs de groupe, à l'exception du Qatar déjà qualifié pour la Coupe du monde et qui en remportant le groupe E a obtenu sa qualification pour la Coupe d'Asie, soit 7 équipes, et 5 deuxièmes de groupes.

## Troisième tour
Les rencontres du troisième tour se déroulent du 2 septembre 2021 au 29 mars 2022.

### Groupe A
| Rang | Équipe              | Pts | J  | G | N | P | Bp | Bc | Diff |  | Résultats (▼ dom., ► ext.) |     |     |     |     |     |     |
| ---- | ------------------- | --- | -- | - | - | - | -- | -- | ---- |  | -------------------------- | --- | --- | --- | --- | --- | --- |
| 1    | Iran                | 25  | 10 | 8 | 1 | 1 | 15 | 4  | +11  |  | Iran                       |     | 1-1 | 1-0 | 1-0 | 1-0 | 2-0 |
| 2    | Corée du Sud        | 23  | 10 | 7 | 2 | 1 | 13 | 3  | +10  |  | Corée du Sud               | 2-0 |     | 1-0 | 0-0 | 2-1 | 1-0 |
| 3    | Émirats arabes unis | 12  | 10 | 3 | 3 | 4 | 7  | 7  | 0    |  | Émirats arabes unis        | 0-1 | 1-0 |     | 2-2 | 2-0 | 0-0 |
| 4    | Irak                | 9   | 10 | 1 | 6 | 3 | 6  | 12 | -6   |  | Irak                       | 0-3 | 0-3 | 1-0 |     | 1-1 | 0-0 |
| 5    | Syrie               | 6   | 10 | 1 | 3 | 6 | 9  | 16 | -7   |  | Syrie                      | 0-3 | 0-2 | 1-1 | 1-1 |     | 2-3 |
| 6    | Liban               | 6   | 10 | 1 | 3 | 6 | 5  | 13 | -8   |  | Liban                      | 1-2 | 0-1 | 0-1 | 1-1 | 0-3 |     |

### Groupe B
| Rang | Équipe          | Pts | J  | G | N | P | Bp | Bc | Diff |  | Résultats (▼ dom., ► ext.) |     |     |     |     |     |     |
| ---- | --------------- | --- | -- | - | - | - | -- | -- | ---- |  | -------------------------- | --- | --- | --- | --- | --- | --- |
| 1    | Arabie saoudite | 23  | 10 | 7 | 2 | 1 | 12 | 6  | +6   |  | Arabie saoudite            |     | 1-0 | 1-0 | 1-0 | 3-2 | 3-1 |
| 2    | Japon           | 22  | 10 | 7 | 1 | 2 | 12 | 4  | +8   |  | Japon                      | 2-0 |     | 2-1 | 0-1 | 2-0 | 1-1 |
| 3    | Australie       | 15  | 10 | 4 | 3 | 3 | 15 | 9  | +6   |  | Australie                  | 0-0 | 0-2 |     | 3-1 | 3-0 | 4-0 |
| 4    | Oman            | 14  | 10 | 4 | 2 | 4 | 11 | 10 | +1   |  | Oman                       | 0-1 | 0-1 | 2-2 |     | 2-0 | 3-1 |
| 5    | Chine           | 6   | 10 | 1 | 3 | 6 | 9  | 19 | -10  |  | Chine                      | 1-1 | 0-1 | 1-1 | 1-1 |     | 3-2 |
| 6    | Viêt Nam        | 4   | 10 | 1 | 1 | 8 | 8  | 19 | -11  |  | Viêt Nam                   | 0-1 | 0-1 | 0-1 | 0-1 | 3-1 |     |

## Quatrième tour
La rencontre du quatrième tour se déroule le 7 juin 2022.
| Équipe 1            | Résultat | Équipe 2  |
| ------------------- | -------- | --------- |
| Émirats arabes unis | 1 - 2    | Australie |

## Barrage intercontinental
Le vainqueur du quatrième tour affronte en barrage intercontinental une équipe de la confédération d'Amérique du Sud sur un match unique à Doha au Qatar le 13 juin 2022 afin d'obtenir l'une des deux dernières places en phase finale de la Coupe du monde.
| Équipe 1  | Résultat            | Équipe 2 |
| --------- | ------------------- | -------- |
| Australie | 0 - 0 ap (5- 4) tab | Pérou    |

## Équipes qualifiées
Les équipes suivantes de la zone Asie se qualifient pour le tournoi final.
| Nombre | Équipe          | En tant que                           | Date de qualification          |
| ------ | --------------- | ------------------------------------- | ------------------------------ |
| 1      | Qatar           | Pays hôte                             | désignation le 2 décembre 2010 |
| 2      | Iran            | 1er du Groupe A                       | 27 janvier 2022                |
| 3      | Corée du Sud    | 2e du Groupe A                        | 1er février 2022               |
| 4      | Arabie saoudite | 1er du Groupe B                       | 24 mars 2022                   |
| 5      | Japon           | 2e du Groupe B                        | 24 mars 2022                   |
| 6      | Australie       | Vainqueur de barrage intercontinental | 13 juin 2022                   |